# Hætte
En hætte er en poseformet hue, almindeligvis fastgjort til anden beklædning, eksempelvis en jakke. Hætter har været anvendt siden forhistorisk tid.
Hætten kan slås ned og udgøre en krave. For at holde hætten på plads, når den er slået op, benyttes ofte et bånd, som bindes under hagen.